# 적과 친구, 48시간
《적과 친구, 48시간》은 1994년 8월 26일에 방영한 MBC 베스트극장이다.

## 줄거리
고인환은 15년 광부생활을 했으나 끊임없는 술로 스스로를 망치고 있으며, 민항선은 가난 때문에 큰아들을 잃고는 냉혈한처럼 돈에 집착한다. 이 둘은 나이와 직위 문제로 서로를 싫어하는 앙숙인데, 탄광촌의 산신제가 열리던 날 의처증이 도진 고인환이 술에 취해 아내를 폭행하다가 말리던 민항선과 싸우게 된다. 며칠 후, 둘을 포함한 광부들은 막장의 출수사고로 대피갱도에 갇히게 되고, 연이은 2차 매몰로 고인환과 민항선 둘만이 살아남아 구조를 기다리게 된다.

## 등장 인물

### 주요 인물
- 안병경 : 고인환 역
- 이계인 : 민항선 역
- 김혜수 : 새안댁 역 - 인환의 아내
- 서갑숙 : 항선의 아내 역

### 주변 인물
- 정진 : 동료 광부 역
- 이희도 : 동료 광부 역
- 최선균 : 동료 광부 역
- 이원용 : 김덕수 역

### 그 외 인물
- 박영지
- 김지영 : 동네 가게 주인할머니 역
- 사상기
- 심우창
- 이숙 : 무당 역
- 최재형
- 고용화